# Productlevenscyclus
De productlevenscyclus is een begrip uit de marketing en economie dat gebruikt wordt om te onderzoeken welke marketingstrategieën op een bepaald moment het best kunnen worden toegepast op een bepaald product. De Engelse term product life cycle werd voor het eerst gebruikt door Theodore Levitt.
Elk product dat op de markt wordt gezet, doorloopt een viertal verschillende fasen die worden beschreven in de productlevenscyclus. De snelheid waarmee elk product zich door deze cyclus begeeft, is afhankelijk van onder meer de marktvraag en de gebruikte marketinginstrumenten. De duur van iedere fase kan variëren van enkele weken tot vele decennia. Afhankelijk van de fase waarin een bepaald product zich bevindt, zijn er enkele combinaties uit deze marketingmix die over het algemeen het beste resultaat hebben.
Het gaat bij de productlevenscyclus overigens niet over het product van een individueel bedrijf, maar vooral om de levenscyclus van een bepaald product wat mogelijk door meerdere bedrijven geproduceerd / uitgegeven wordt.
Niet ieder product doorloopt iedere fase; sommige producten komen nooit verder dan de introductiefase, terwijl andere producten (bijvoorbeeld brood) zich al eeuwenlang in de fase van volwassenheid bevinden. Verder is het mogelijk dat de terugvalfase na kortere of langere tijd wordt gevolgd door een nieuwe opleving, bijvoorbeeld bij modegevoelige producten die opnieuw 'in' raken.

## Fasen

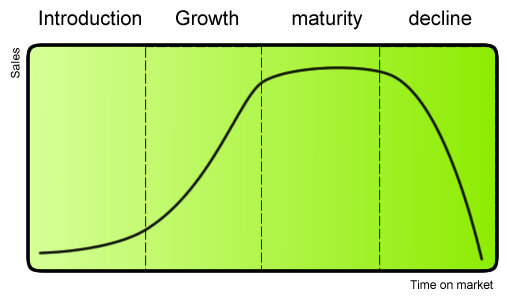
De vier fasen van de productlevenscyclus. De grafiek toont de tijd afgezet tegen het aantal verkochte producten. (Perreault, 2008)

In de loop der tijd zijn er diverse modellen verschenen die van elkaar afwijken op het gebied van het aantal fasen. Een recent model van Perreault et al. beschrijft de vier belangrijkste fasen die in alle modellen terug te vinden zijn.

### Introductie
Een product dat succesvol door de productontwikkeling is gekomen zal op de markt dienen te worden gezet. In deze fase worden er relatief weinig exemplaren verkocht en wordt er nog geen winst gemaakt op het te verkopen product. Concurrentie is er in deze fase niet of nauwelijks doordat het een nieuw product betreft.
In deze fase zal de marketing vooral gericht zijn op de bekendmaking van het product bij de consument. Over het algemeen wordt er in deze fase veel geld uitgegeven aan marketing om op die manier het product onder de aandacht te brengen. Naarmate meer consumenten het product kopen, komt het product in de volgende fase terecht.

### Groei
In deze fase neemt de verkoop van het product fors toe, alsmede de winst voor het bedrijf dat het product op de markt bracht. Tijdens deze fase zullen concurrenten veelal hun eigen versie van het product op de markt brengen om op die manier ook deel uit te maken van het succes van het product. Het is vooral tijdens deze fase dat de meeste winst wordt behaald (hoge verkoopcijfers en lage productiekosten per eenheid).
Aan het eind van deze fase zijn het vooral de prijsbewuste consumenten die het product nog niet gekocht hebben, deze zullen daardoor sneller verleid worden door concurrenten die het product goedkoper aanbieden dan de oorspronkelijke producent.
Ook in deze fase worden er nog substantiële uitgaven gedaan door de marketingafdeling om maar zo veel mogelijk mogelijke consumenten te bereiken. Als zo goed als alle consumenten in de gekozen markt bereikt zijn, treedt de volgende fase in de cyclus op.

### Verzadiging
Als de meeste consumenten het product hebben aangeschaft zal de concurrentie steeds heftiger worden. Door te stunten met prijzen of andere aanbiedingen zullen de laatste consumenten over de streep worden getrokken of bestaande consumenten worden uitgenodigd een extra (of vervangend) exemplaar aan te schaffen.
Men kan deze fase verlengen, of zelfs gedeeltelijk vertragen, door het product te vernieuwen (extra dienstverlening, nieuwe functies, et cetera) of door in nieuwe markten te investeren. De kosten voor marketing stijgen in deze fase aanzienlijk, doordat er zowel geadverteerd moet worden voor bestaande consumenten om niet voor de concurrent te kiezen, maar ook om nieuwe markten te bereiken met een aangepaste marketingmix.

### Terugval
Uiteindelijk zal men in de vierde en laatste fase van het product aangekomen zijn. Hierin worden vrijwel geen nieuwe aankopen verricht en de meeste concurrenten zullen zich inmiddels hebben teruggetrokken door de steeds minder wordende winsten en toenemende concurrentie. Hoewel deze fase door natuurlijk verloop kan intreden, kan deze ook sneller in gang worden gezet door de introductie van nieuwe producten.
Bedrijven besluiten meestal om hun product ook in deze fase nog aan te bieden om zo trouwe klanten niet voor het hoofd te stoten (en op die manier een negatief imago over zich af te roepen). Daarbij zal er nog een zekere uitloop zijn ten gevolge van wettelijke en verleende garanties. Uiteindelijk zal het product toch volledig van de markt worden gehaald, ten gunste van andere producten met meer geprefereerde eigenschappen. 